# Skład w kontrze

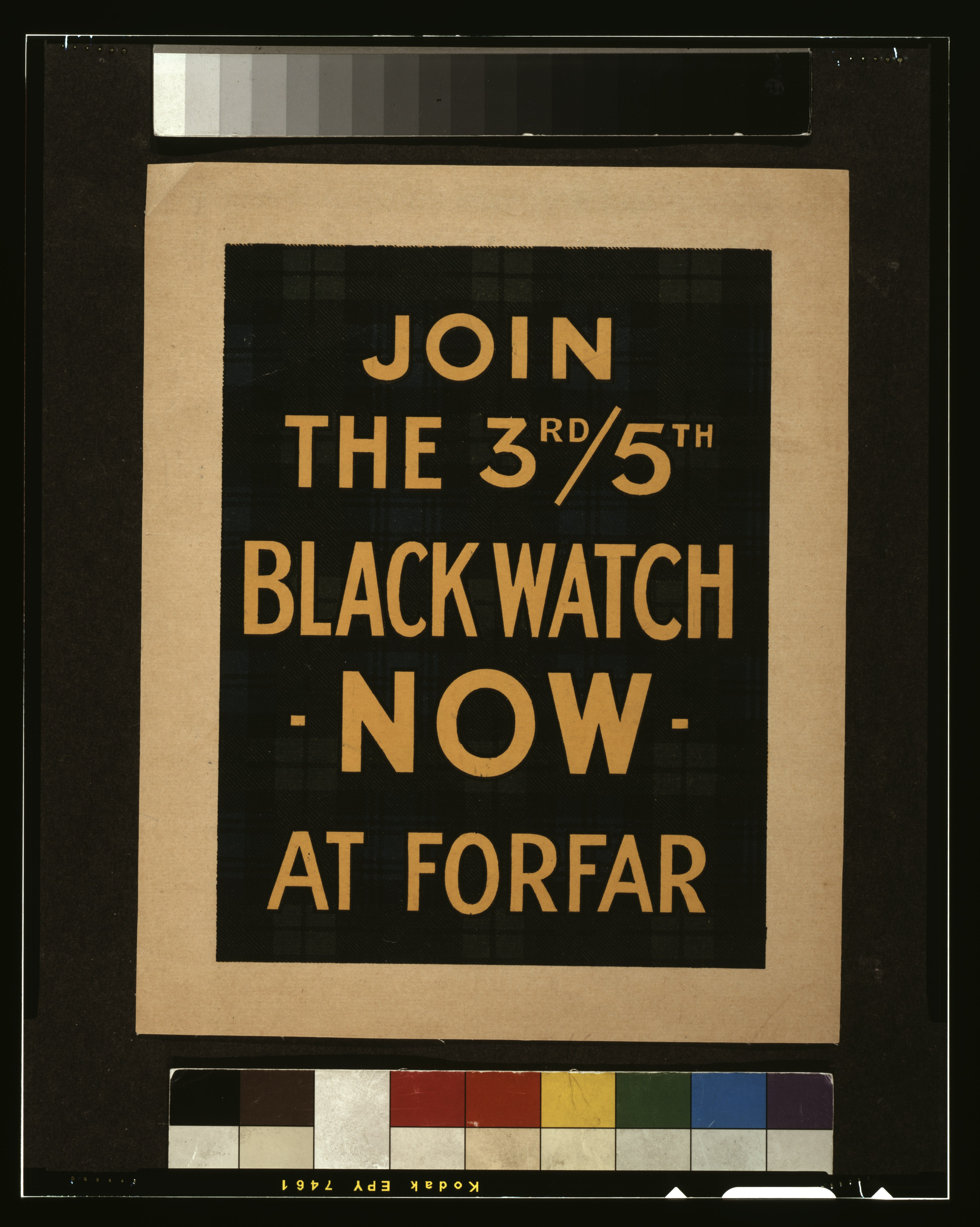
Plakat z 1915 roku poskładany w kontrze

Skład w kontrze – (skład liter w kontrze) umieszczanie białych lub jasnych znaków na ciemniejszym tle.
Celem zastosowania składu w kontrze jest wyróżnienie tekstu. Pomaga to utworzyć hierarchię typograficzną.

## Zasady składu
Najważniejsze czynniki, jakie należy uwzględnić podczas składu:
- Wybór fontu: niektóre fonty mogą wyglądać inaczej po skontrowaniu. Dobrze prezentują się fonty szeryfowe z grubymi szeryfami i fonty bezszeryfowe. Należy unikać stylów dwuelementowych o kontrastujących elementach, cienkich oraz z cienkimi szeryfami, ponieważ może to spowodować obniżenie czytelności.
- Wybór tła: aby nie zmniejszyć czytelności, należy wybierać tła gładkie i ciemne.
- Wybór materiału: wygląd litery zależy od materiału na jakim zostanie ona nadrukowana. Rozlewanie się farby albo różna porowatość materiałów wpływa na efekt końcowy.
- Odstępy między literami: skontrowane litery wydają się być bardziej ściśnięte. Aby uniknąć takiego zjawiska należy zwiększyć tracking.